# 八木藩

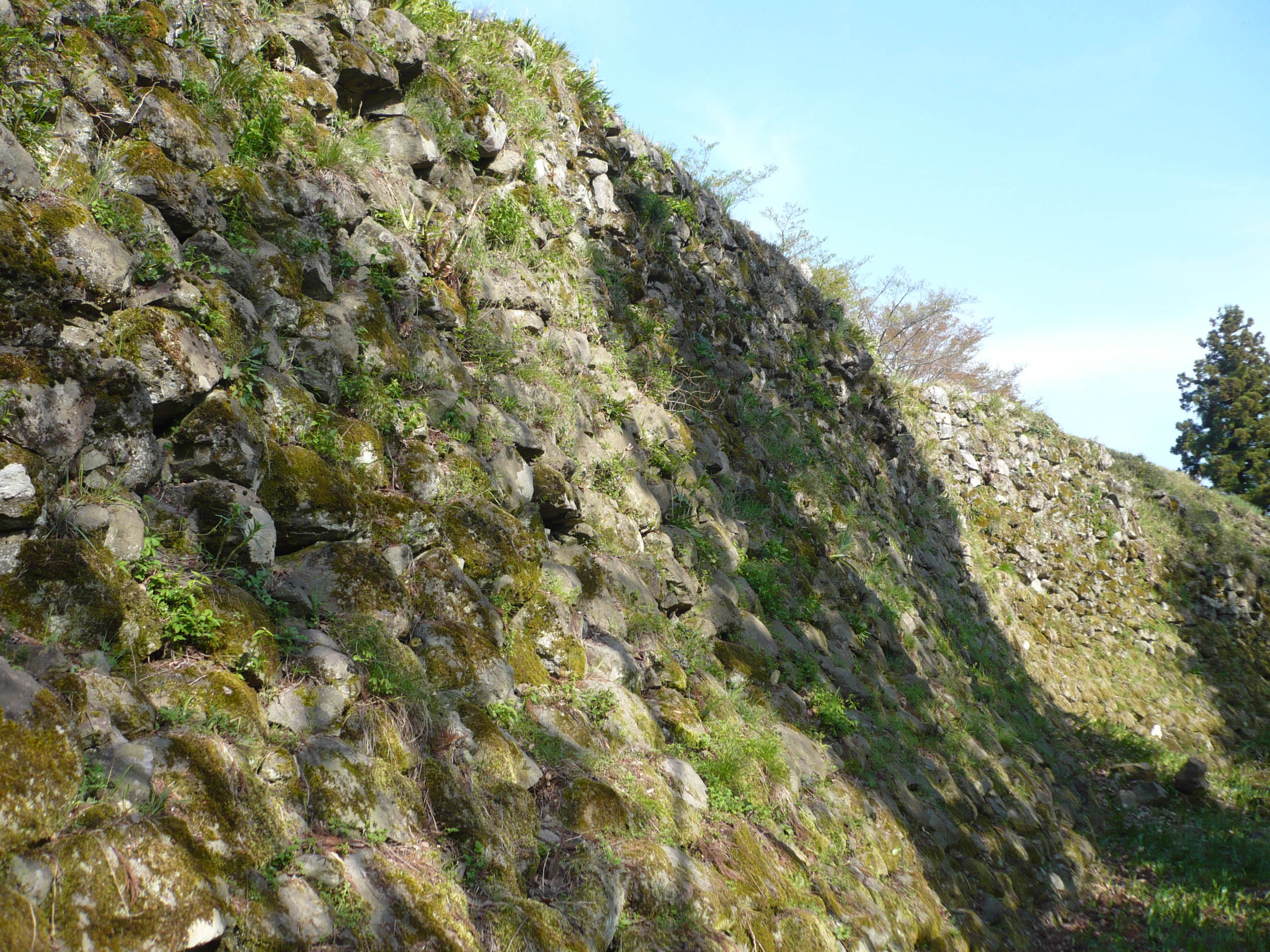
八木城の石垣

八木藩（やぎはん）は、豊臣政権下で但馬国養父郡の八木城（現在の兵庫県養父郡八鹿町八木）を居城とした別所氏の領国を「藩」と捉えた呼称。1585年、別所重宗（重棟）が当地に入封した。その跡を継いだ別所吉治は、関ヶ原の戦いでは西軍に属した。
関ヶ原の戦い前後の吉治の所領の所在等には、諸説あってはっきりしない。関ヶ原の戦いの時点で丹波国船井郡園部（現在の京都府南丹市園部町）に移ったとする説がある。戦後についても、本領を安堵されたとする説と、所領を没収されたのち丹波国氷上郡北由良（現在の兵庫県丹波市氷上町北油良）の領主として復帰したとする説がある。また、大坂の陣後に丹波国何鹿郡綾部（現在の京都府綾部市）に2万石で移されたともされる。1628年、別所吉治は参勤を怠ったとして改易された。
本記事では、関ヶ原の戦前後の別所吉治の領国についても便宜上扱う。

## 歴史

### 別所重宗の入封
別所重宗（重棟）は、赤松氏の庶流で播磨三木城主であった別所氏の一族で、別所長治の叔父にあたるという。
別所長治は一時織田信長に従ったものの離反し、滅ぼされる（三木合戦）。重棟は甥のもとを去って豊臣秀吉に仕え、天正13年（1585年）に但馬国内で1万5000石を与えられ、八木城主となった。
別所重宗は福島正則の姉を娶っており、豊臣秀吉の縁戚になっている。
のちに、息子の別所吉治に家督を譲り、堺に隠居した。天正19年（1591年）没。

### 別所吉治と関ヶ原の戦い
別所吉治は、秀吉の護衛にあたる小姓頭を務めた。
慶長2年（1597年）に丹波国園部城に移されたとされるが、これを否定する見解もある。
慶長5年（1600年）の関ヶ原の役では西軍に属し、細川幽斎が守る丹後田辺城を攻めた。このため、戦後に改易された。
ただし、本領を安堵されたとする見解を示すものもある。『角川新版日本史辞典』付録「豊臣大名表」は、関ヶ原の戦い直前の時点で別所吉治は但馬国内で1万石を知行し、戦後に旧領を安堵されたと記す。

### 関ヶ原の戦いから改易まで

#### 八木城の廃城時期
『角川日本地名大辞典』によれば、慶長5年（1600年）に八木城は廃城となり、城下町には農民が移住して上八木・中八木・下八木の各村が成立したとする。下八木村本組は慶長5年（1600年）の時点で出石藩（小出吉政）領という。
文化庁「文化遺産オンライン」は、慶長2年（1597年）に吉治が園部に移封されたとの説を用いているが（慶長6年（1601年）転出説にも言及がある）、八木城も別所吉治の転出にともなって廃城になったのであろうと推測している
なお、『出石町史』は、吉治が八木の領主として存続したととれる記述をおこなっている。

#### 氷上郡（北由良）に所領を得たとする見解
慶長6年（1601年）、吉治は丹波国氷上郡北由良（現在の兵庫県丹波市氷上町北油良）の領主として復帰したという。郷土史家の小森貢（1916年 - 2012年）の研究によれば、伯母の「刀歳」が徳川秀忠の乳母を務めており、その計らいによって由良城主になったとする。『角川日本地名大辞典』は、北油良（北由良）村は慶長6年（1601年）に別所吉治領となり、寛永5年（1628年）に幕府領になったとする。『日本歴史地名大系』は、北由良村は慶長6年（1601年）に「旗本別所領」となり、当地の北方山麓にその居宅があったと伝えられていると記す。
『角川新版日本史辞典』付録「近世大名配置表」は、丹波国氷上郡に「別所吉治領」を挙げ（ただし陣屋所在地による「藩名」を挙げない）、慶長6年（1601年）に新封1万5000石、のち5000石を加封（計2万石）、寛永5年（1628年）廃藩とする。

#### 綾部に加増・移封されたとする見解
『寛政重修諸家譜』によれば、吉治は大坂の陣で徳川方として武功を挙げたことから、丹波国何鹿郡内で2万石の大名となり、綾部に居所を営んだ、とある。『徳川実紀』も吉治を「丹波綾部領主」とする。
『出石町史』は、元和元年（1615年）に八木から綾部に移封され、旧領は幕府領（生野代官所支配下）に移されたととれる記述になっている。
『角川日本地名大辞典』は「綾部藩」の記事に別所氏を含まず、綾部村ははじめ福知山藩（有馬豊氏）領、元和6年（1620年）幕府領、寛永10年（1633年）から綾部藩領とする。

#### 廃藩
寛永5年（1628年）5月28日、吉治は改易された。病を理由として参勤交代をしなかったにもかかわらず、所領で狩猟して遊んでいたことが幕府に露見したためである。
なお同日、美濃高須藩主徳永昌重も改易され、松平正綱に両藩領の収公が命じられた。

## その後の別所家
吉治の子・守治（友治）も吉治とともに改易されたが、後に赦免されて蔵米1000俵取りの旗本となった。守治から2代後の別所孝治は、蔵米取から知行取になり、下野国・相模国国内で1000石の知行地を与えられた。

## 歴代藩主

### 別所（べっしょ）家
1万5000石→2万石。外様。
1. 別所重宗（しげむね）
2. 別所吉治（よしはる）